# 7.62×54 ملم ر
7.62×54 ملم ر هي ذخيرة روسية يعود تصميمها إلى أواخر سنوات الثمانينات من القرن 19م ، وهي من الخراطيش القديمة التي لا زالت قيد الاستعمال. صممت من أجل بندقية موسين - ناغان 1891 التي هي من ابتكارات سارغوي موسين النقيب من المدفعية الملكية الروسية والتقنيين البلجيكيين إيميل وليون ناغان لتحل مكان بندقية باردان 1871 وذخيرتها ذات الحجم الكبير.
عرفت خرطوشة وبندقية موسين - ناغان قديما في روسيا بـ«خرطوشة وبندقية الثلاثة خطوط نموذج 1891» ، حيث أن الخط هو وحدة قياس روسية قديمة تساوي 2.54 مم ، فثلاثة خطوط تساوي 7.62 مم. وفي 1917 ومع اعتماد النظام المتري العشري ، الثلاثة خطوط صارت تلقائيا 7.62 مم.
يستخدم هذا النوع من الذخيرة اليوم -رغم طرازه القديم- في المدفع الرشاش بتشناغ والمدفع الرشاش غوريونوف SG-43 وكذا البندقية القناصة دراغونوف SVD نظرا لأدائه العالي جدا (سرعة ابتدائية عالية ، مسار ثابت ، مقذوف ثقيل) ويسمح بيرميات دقيقة حتى مسافة 600 م بالدراغونوف.

## وصف
يتكون عيار 7.62×54 ملم ر من مقذوف مستقيم برأس دائري غير أنه ابتداء من سنة 1908 تم تعديله ليصبح بمقذوف أقل دائرية وبرأس أكثر حدة. وبقدر النماذج العديدة التي أنتجت لهذا العيار دون تجاهل عمر بندقية موسين-ناغان الاستثنائي فإنها في مجملها حافظت على شكل مميز بزوايا غير دائرية كثيرا ، ومع ذلك فإن هذه الذخيرة وفي جميع الحالات بقيت قوية واستعملت حتى في الرميات بعيدة المدى.

## معطيات رقمية
- القطر الحقيقي للمقذوف: 7.82 مم ؛
- كتلة المقذوف: 9.6 غ ؛
- كتلة الخرطوش: 24.3 غ ؛
- طول الظرف: 5.35 سم ؛
- طول الخرطوش: 7.62 سم ؛
- المادة المتفجرة: 3.24 غ من النيتروسيليلوز ؛
- السرعة الابتدائية: 870 م/ث ؛
- الطاقة الابتدائية: 3500 جول.